# Italie aux Jeux olympiques d'hiver de 1952
Cet article contient des informations sur la participation et les résultats de l'Italie aux Jeux olympiques d'hiver de 1952, qui ont eu lieu à Oslo en Norvège.

## Médaillés
| Médaille | Nom                     | Sport     | Épreuve         |
| -------- | ----------------------- | --------- | --------------- |
| Or       | Zeno Colò               | Ski alpin | Descente hommes |
| Bronze   | Giuliana Chenal-Minuzzo | Ski alpin | Descente femmes |

## Résultats

### Ski alpin
| Athlète           | Épreuve      | Course 1     | Course 1 | Course 2     | Course 2     | Total        | Total         |
| Athlète           | Épreuve      | Temps        | Rang     | Temps        | Rang         | Temps        | Rang          |
| ----------------- | ------------ | ------------ | -------- | ------------ | ------------ | ------------ | ------------- |
| Silvio Alverà     | Descente     |              |          |              |              | 2 min 43 s 6 | 20            |
| Ilio Colli        | Descente     |              |          |              |              | 2 min 43 s 2 | 18            |
| Carlo Gartner     | Descente     |              |          |              |              | 2 min 36 s 5 | 8             |
| Zeno Colò         | Descente     |              |          |              |              | 2 min 30 s 8 | Médaille d'or |
| Roberto Lacedelli | Slalom géant |              |          |              |              | 2 min 39 s 5 | 24            |
| Silvio Alverà     | Slalom géant |              |          |              |              | 2 min 37 s 7 | 22            |
| Carlo Gartner     | Slalom géant |              |          |              |              | 2 min 35 s 7 | 18            |
| Zeno Colò         | Slalom géant |              |          |              |              | 2 min 29 s 1 | 4             |
| Ermanno Nogler    | Slalom       | 1 min 09 s 5 | 42       | Non qualifié | Non qualifié | Non qualifié | Non qualifié  |
| Albino Alverà     | Slalom       | 1 min 04 s 7 | 23 Q     | 1 min 05 s 7 | 20           | 2 min 10 s 4 | 23            |
| Silvio Alverà     | Slalom       | 1 min 04 s 5 | 22 Q     | 1 min 05 s 3 | 19           | 2 min 09 s 8 | 19            |
| Zeno Colò         | Slalom       | 1 min 00 s 9 | 5 Q      | 1 min 00 s 9 | 4            | 2 min 01 s 8 | 4             |

| Athlète                 | Épreuve      | Course 1     | Course 1 | Course 2     | Course 2 | Total            | Total              |
| Athlète                 | Épreuve      | Temps        | Rang     | Temps        | Rang     | Temps            | Rang               |
| ----------------------- | ------------ | ------------ | -------- | ------------ | -------- | ---------------- | ------------------ |
| Maria Grazia Marchelli  | Descente     |              |          |              |          | N'a pas terminée | –                  |
| Celina Seghi            | Descente     |              |          |              |          | 1 min 54 s 9     | 15                 |
| Giuliana Chenal-Minuzzo | Descente     |              |          |              |          | 1 min 49 s 0     | Médaille de bronze |
| Maria Grazia Marchelli  | Slalom géant |              |          |              |          | N'a pas terminé  | –                  |
| Giuliana Chenal-Minuzzo | Slalom géant |              |          |              |          | 2 min 18 s 2     | 20                 |
| Celina Seghi            | Slalom géant |              |          |              |          | 2 min 12 s 5     | 7                  |
| Giuliana Chenal-Minuzzo | Slalom       | 1 min 08 s 0 | 9        | 1 min 07 s 9 | 9        | 2 min 15 s 9     | 8                  |
| Celina Seghi            | Slalom       | 1 min 06 s 5 | 2        | 1 min 07 s 3 | 7        | 2 min 13 s 8     | 4                  |

### Bobsleigh
| Traîneau | Athlètes                           | Épreuve    | Manche 1      | Manche 1 | Manche 2      | Manche 2 | Manche 3      | Manche 3 | Manche 4      | Manche 4 | Total         | Total |
| Traîneau | Athlètes                           | Épreuve    | Temps         | Rang     | Temps         | Rang     | Temps         | Rang     | Temps         | Rang     | Temps         | Rang  |
| -------- | ---------------------------------- | ---------- | ------------- | -------- | ------------- | -------- | ------------- | -------- | ------------- | -------- | ------------- | ----- |
| ITA-1    | Umberto Gilarduzzi Luigi Cavalieri | Bob à deux | 1 min 23 s 86 | 8        | 1 min 25 s 26 | 14       | 1 min 24 s 80 | 14       | 1 min 24 s 44 | 12       | 5 min 38 s 36 | 12    |
| ITA-2    | Alberto Della Beffa Dario Colombi  | Bob à deux | 1 min 23 s 86 | 8        | 1 min 24 s 71 | 10       | 1 min 24 s 03 | 10       | 1 min 24 s 62 | 13       | 5 min 37 s 22 | 10    |

| Traîneau | Athlètes                                                            | Épreuve      | Manche 1      | Manche 1 | Manche 2      | Manche 2 | Manche 3      | Manche 3 | Manche 4      | Manche 4 | Total         | Total |
| Traîneau | Athlètes                                                            | Épreuve      | Temps         | Rang     | Temps         | Rang     | Temps         | Rang     | Temps         | Rang     | Temps         | Rang  |
| -------- | ------------------------------------------------------------------- | ------------ | ------------- | -------- | ------------- | -------- | ------------- | -------- | ------------- | -------- | ------------- | ----- |
| ITA-1    | Alberto Della Beffa Sandro Rasini Dario Colombi Dario Poggi         | Bob à quatre | 1 min 20 s 02 | 11       | 1 min 21 s 39 | 15       | 1 min 18 s 86 | 8        | 1 min 19 s 65 | 8        | 5 min 19 s 92 | 10    |
| ITA-2    | Umberto Gilarduzzi Michele Alverà Vittorio Folonari Luigi Cavalieri | Bob à quatre | 1 min 21 s 23 | 14       | 1 min 21 s 35 | 14       | 1 min 21 s 64 | 15       | 1 min 21 s 76 | 13       | 5 min 25 s 98 | 14    |

### Ski de fond
| Épreuve | Athlète             | Course        | Course |
| Épreuve | Athlète             | Temps         | Rang   |
| ------- | ------------------- | ------------- | ------ |
| 18 km   | Alfredo Prucker     | 1 h 10 min 56 | 38     |
| 18 km   | Ottavio Compagnoni  | 1 h 10 min 50 | 36     |
| 18 km   | Giacomo Mosele      | 1 h 10 min 36 | 34     |
| 18 km   | Arrigo Delladio     | 1 h 09 min 17 | 24     |
| 18 km   | Federico de Florian | 1 h 06 min 54 | 19     |
| 50 km   | Antenore Cuel       | 4 h 16 min 26 | 19     |
| 50 km   | Severino Compagnoni | 4 h 16 min 13 | 18     |

| Athlètes                                                              | Course        | Course |
| Athlètes                                                              | Temps         | Rang   |
| --------------------------------------------------------------------- | ------------- | ------ |
| Arrigo Delladio Nino Anderlini Federico de Florian Vincenzo Perruchon | 2 h 35 min 33 | 6      |

| Épreuve | Athlète          | Course          | Course |
| Épreuve | Athlète          | Temps           | Rang   |
| ------- | ---------------- | --------------- | ------ |
| 10 km   | Ildegarda Taffra | N'a pas terminé | –      |
| 10 km   | Fides Romanin    | 54 min 43       | 17     |

### Patinage artistique

#### Hommes
| Athlète     | Figures imposées | Libre | Points  | Places | Rang |
| ----------- | ---------------- | ----- | ------- | ------ | ---- |
| Carlo Fassi | 6                | 7     | 169,822 | 50     | 6    |

### Combiné nordique
Épreuves:
- Ski de fond pendant 18 km
- saut à ski sur tremplin normal

La partie du ski de fond de l'épreuve est combinée avec l'épreuve principale, cela signifie donc que les athlètes participent ici aux deux disciplines en même temps. Les détails peuvent être retrouvés dans la section ski de fond de cet article.
L'épreuve de saut à ski (tremplin normal) a lieu séparément de l'épreuve principale de saut à ski, les résultats peuvent être retrouvés dans le tableau ci-dessous (les athlètes sont autorisés à faire trois sauts, les deux meilleurs sauts sont comptabilisés et sont montrés ici).
| Athlète         | Épreuve    | Ski de fond | Ski de fond | Saut à ski | Saut à ski | Saut à ski | Saut à ski | Total   | Total |
| Athlète         | Épreuve    | Points      | Rang        | Distance 1 | Distance 2 | Points     | Rang       | Points  | Rang  |
| --------------- | ---------- | ----------- | ----------- | ---------- | ---------- | ---------- | ---------- | ------- | ----- |
| Alfredo Prucker | Individuel | 208,970     | 12          | 58,5 m     | 59,5 m     | 189,0      | 17         | 397,970 | 12    |

### Patinage de vitesse
| Épreuve  | Athlète         | Course        | Course |
| Épreuve  | Athlète         | Temps         | Rang   |
| -------- | --------------- | ------------- | ------ |
| 500 m    | Guido Citterio  | 48 s 2        | 38     |
| 500 m    | Enrico Musolino | 45 s 9        | 25     |
| 1 500 m  | Guido Citterio  | 2 min 30 s 8  | 32     |
| 1 500 m  | Enrico Musolino | 2 min 30 s 7  | 31     |
| 10 000 m | Guido Caroli    | 19 min 13 s 6 | 28     |

## Sources
- (en) Cet article est partiellement ou en totalité issu de l’article de Wikipédia en anglais intitulé « Italy at the 1952 Winter Olympics » (voir la liste des auteurs).